# Ikumi Yoshimatsu
Ikumi Yoshimatsu —en nihongo (吉松 育美 Yoshimatsu Ikumi?), es una modelo y reina de belleza japonesa, nacida el 21 de junio de 1987 en la Prefectura de Saga, Japón. En el 2012 ganó el concurso de belleza Miss Internacional 2012 realizado en Japón, así se convierte en la primera nipona en alzarse con el título.

## Biografía
Yoshimatsu nació en la Prefectura de Saga el 21 de junio de 1987, ella había concursado en Miss Japón Universo en el 2007, logró clasificar entre las 10 semifinalistas pero la ganadora fue Riyo Mori, quien más adelante ganaría Miss Universo 2007.

## Miss International
La japonesa concursó por la corona de la ecuatoriana Fernanda Cornejo, ganadora de Miss Internacional 2011, en las previas del concurso obtuvo el título de Miss Fotogénica, quien es considerada la Reina de los fotógrafos.
El día 21 de octubre se celebró en el Okinawa Prefectural Budokan Arena Building, la versión 52 de Miss Internacional, al inicio fue llamada de tercera en el orden de escogencia. Al final obtuvo la corona y como finalistas quedaron Finlandia, Sri Lanka, República Dominicana y Paraguay.
De esta manera ella se convierte en una japonesa más en el cuadro real de los cuatro grandes certámenes así como Akiko Kojima Miss Universo 1959 y Riyo Mori Miss Universo 2007.